# Grzegorz Sulka
Grzegorz Dariusz Sulka – polski chemik, profesor nauk chemicznych.

## Życiorys
W 1994 ukończył studia chemiczne na Uniwersytecie Jagiellońskim, w 1999 obronił pracę doktorską pt. Badanie mechanizmu i kinetyki procesu cementacji jonów srebra na miedzi metalicznej, której promotorem był prof. Marian Jaskuła, w 2012 habilitował się. W 2018 uzyskał tytuł profesora nauk chemicznych.  
Pracuje na Uniwersytecie Jagiellońskim, oraz należy do Rady Dyscypliny Naukowej - Nauk Chemicznych UJ.